# Lithacodia sidemiata
Lithacodia sidemiata är en fjärilsart som beskrevs av Charles Oberthür 1884. Lithacodia sidemiata ingår i släktet Lithacodia och familjen nattflyn. Inga underarter finns listade i Catalogue of Life.